# Kenyon Hopkins
Kenyon Hopkins (15 de enero de 1912 – 7 de abril de 1983) fue un compositor y arreglista estadounidense de música de jazz que destacó por sus composiciones para la industria cinematográfica.

## Biografía
Hopkins nació en Coffeyville (Kansas), del matrimonio formado por el reverendo Thomas John Hopkins y Gertrude Conover Nevius. Junto a sus padres y su hermano Thomas, vivió en diferentes ciudades donde su padre ejercía como pastor de la Iglesia Bautista. 
Asistió a la escuela secundaria en Columbus (Ohio), donde se graduó en 1929. Ese mismo año comenzó sus estudios de teoría musical y composición en el Oberlin College.  Posteriormente completó sus estudios en la Universidad del Temple, graduándose en 1933.
Tras la Segunda Guerra Mundial, estudió teorías y conceptos del serialismo con Stefan Wolpe. 
En la década de 1930, Hopkins hizo arreglos en Nueva York para Andre Kostelanetz y Paul Whiteman, así como para la radio y el teatro. 
Compuso varias obras orquestales, incluidas dos sinfonías, la Symphony in Two Movements y Town and Country Dances para orquesta de cámara, y el ballet de jazz Rooms para Anna Sokolow .  
Grabó numerosos álbumes para ABC Paramount Records, Cadence, Capitol y Verve durante la década de 1960. Muchas de sus bandas sonoras fueron publicadas en LP, incluida la música que compuso en 1956 para la película Baby Doll, que fue relanzada posteriormente en formato CD.
Hopkins falleció en Princeton (New Jersey) a los 71 años de edad.

## Discografía
- Contrasting Colors, Capitol, 1959
- The Sound of New York, ABC Paramount, [ABC 2269 (mono) / ABCS 2269 (stereo)], grabado en noviembre de 1958 en Nueva York; publicado en 1959.[4]
- "Swinging Serenades", Capitol Records, [T-1236 (mono) / ST-1236 (stereo)], 1959.
- Ridin' The Rails, Capitol Records, [T-1302 (mono) / ST-1302 (stereo)], 1960[5]
- Nightmare!!, MGM Records [E/SE 4104 (mono) / SE 4104 (stereo)], 1962[6]
- The Yellow Canary (Music From The Motion Picture), Kenyon Hopkins and His Orchestra, Verve [V6-8548], grabado en abril de 1963 en Nueva York.
- The Reporter: The Original Music From the CBS Television Network Series, (Columbia CL 2269 mono), 1964[7]
- Sound Tour: France, Verve (en colaboración con la Revista Esquire) (producido por Creed Taylor), 1962[8]

## Filmografía

### Bandas sonoras para cine
- The Cara Williams Show ("Cara′s Theme")
- The Brady Bunch
- East Side/West Side
- Eleven Against the Ice
- Hawk
- The Odd Couple
- Mannix
- The Undersea World of Jacques Cousteau: The Water Planet, Night of the Squid.
- The Reporter

### Música para televisión
- 1956: Baby Doll
- 1957: The Strange One
- 1957: 12 Angry Men
- 1959: The Fugitive Kind
- 1960: Wild River
- 1961: Wild in the Country
- 1961: The Hustler
- 1963: The Yellow Canary
- 1964: Lilith
- 1966: Mister Buddwing
- 1966: This Property Is Condemned
- 1967: The Borgia Stick
- 1967: Doctor, You've Got to Be Kidding!
- 1968: A Lovely Way to Die
- 1969: The Tree
- 1969: The First Time
- 1969: Downhill Racer